# المحاريق (الشغادرة)

تعديل مصدري - تعديل

المحاريق هي إحدى قرى عزلة قلعة حميد بمديرية الشغادرة التابعة لمحافظة حجة، بلغ تعداد سكانها 425 نسمة حسب تعداد اليمن لعام 2004.